# 燕岛隧道
燕岛隧道，是一座位於中华人民共和国山东省青岛市的山底隧道，是青岛市第二条城市隧道。它下穿青岛燕儿岛山，联通青岛奥林匹克帆船中心与周边道路，组成一个环形交通体系。隧道於2004年11月18日动工，於2005年12月正式通车。隧道为单洞，共设双向2车道，设计车速60km/h。